# سونيك ذا كوميك
سونيك ذا كوميك، هي قصة مصورة بريطانية من إنشاء شركة فليت وي للمجلات .

## القصة
تبدأ القصة بالقنفذ الذي يحاول دائما إنقاذ الأرض من الشرير الدكتور إغمان، حيث تختلف هذه القصة المصورة عن أصول وجذور كل من ألعاب سونيك وقصصه وكرتوناته الأخرى، حيث يظهر هنا أن جميع القنافذ غير البنية اللون هي عبارة عن قنافذ ذات قدرات عالية، حيث اكتسبت هذا اللون من حادثة حصلت معها، وأما الدكتور روبوتنيك(إغمان) كان يدعى باسم دكتور كنتبور حيث كان شخصا طيبا، إلى أن حدث الحادثة التي سببها القنفذ سونيك له، حيث أوقع سونيك عصير البرتقال على جهاز الدكتور الذي يحول الخير إلى الشر، فعكست مفعولها وشغلتها على الدكتور، وبالتالي تحول إلى رجل شرير.